# South Paris (Maine)
South Paris es un lugar designado por el censo ubicado en el condado de Oxford en el estado estadounidense de Maine. En el Censo de 2010 tenía una población de 2.267 habitantes y una densidad poblacional de 221,54 personas por km².

## Geografía
South Paris se encuentra ubicado en las coordenadas 44°13′4″N 70°30′49″O / 44.21778, -70.51361. Según la Oficina del Censo de los Estados Unidos, South Paris tiene una superficie total de 10.23 km², de la cual 10.04 km² corresponden a tierra firme y (1.85%) 0.19 km² es agua.

## Demografía
Según el censo de 2010, había 2.267 personas residiendo en South Paris. La densidad de población era de 221,54 hab./km². De los 2.267 habitantes, South Paris estaba compuesto por el 94.84% blancos, el 0.53% eran afroamericanos, el 0.75% eran amerindios, el 0.88% eran asiáticos, el 0% eran isleños del Pacífico, el 0.53% eran de otras razas y el 2.47% pertenecían a dos o más razas. Del total de la población el 1.59% eran hispanos o latinos de cualquier raza.